# Ceratrichodes albidus
Ceratrichodes albidus is een eenoogkreeftjessoort uit de familie van de Ascidicolidae. De wetenschappelijke naam van de soort is voor het eerst geldig gepubliceerd in 1866 door Hesse.